# Emidio De Felice
Emidio De Felice (* 1918 in Mailand; † 1993 in Genua) war ein italienischer Linguist, Romanist und Namenforscher.
De Felice studierte in Florenz bei Giacomo Devoto. Er lehrte in Florenz und Cagliari und wurde Professor für Sprachwissenschaft in Genua. Er war vor allem bekannt als Lexikograf und Namenforscher.

## Werke
- La preposizione italiana "a", Florenz 1960
- La romanizzazione dell'estremo Sud d'Italia, Florenz 1962
- Le coste della Sardegna. Saggio toponomastico storico-descrittivo, Cagliari 1964
- Dizionario della lingua e della civiltà italiana contemporanea (zusammen mit Aldo Duro), Palermo 1974 (2221 Seiten), unter dem Titel: Vocabolario italiano,Turin 1993 (2344 Seiten)
- Cognomi d'Italia. Origine, etimologia, storia, diffusione e frequenza di circa 15 mila cognomi, 3 Bde., Mailand 1978
- Dizionario dei cognomi italiani, Mailand 1978, 1986, 1992, 2000
- I nomi degli italiani. Informazioni onomastiche e linguistiche, socioculturali e religiose : rilevamenti quantitativi dei nomi personali dagli elenchi telefonici, Rom 1982
- Le parole d'oggi. Il lessico quotidiano, religioso, intellettuale, politico, economico, scientifico, dell'arte e dei media, Mailand 1984
- Dizionario dei nomi italiani. Origine, etimologia, storia, diffusione e frequenza di oltre 18000 nomi, Mailand 1986, 1997, 2000
- Nomi e cultura. Riflessi della cultura italiana dell'Ottocento e del Novecento nei nomi personali, Pomezia/Venedig 1987
- Dizionario critico dei sinonimi italiani, Venedig 1991